# Hastighetsåkning på skridskor vid olympiska vinterspelen 1988

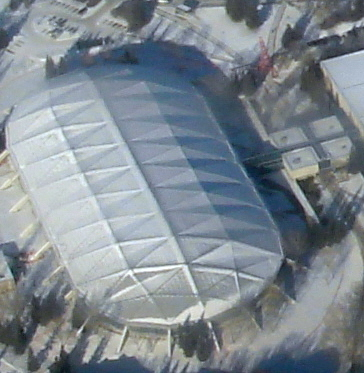
Tävlingarna hölls i Olympic Oval.

Resultaten från tävlingarna i hastighetsåkning på skridskor olympiska vinterspelen 1988.

## Medaljtabell
| Pl. | Nation        | Guld | Silver | Brons | Totalt |
| --- | ------------- | ---- | ------ | ----- | ------ |
| 1   | Östtyskland   | 3    | 6      | 4     | 13     |
| 2   | Nederländerna | 3    | 2      | 2     | 7      |
| 3   | Sverige       | 2    | 0      | 0     | 2      |
| 4   | USA           | 1    | 1      | 1     | 3      |
| 5   | Sovjetunionen | 1    | 0      | 1     | 2      |
| 6   | Österrike     | 0    | 1      | 1     | 2      |
| 7   | Japan         | 0    | 0      | 1     | 1      |
|     | Totalt        | 10   | 10     | 10    | 30     |

### Herrar
| Gren                     | Guld                           | Guld          | Silver                       | Silver   | Brons                           | Brons    |
| 500 meter Detaljer...    | Uwe-Jens Mey Östtyskland       | 36,45 (VR)    | Jan Ykema Nederländerna      | 36,76    | Akira Kuroiwa Japan             | 36,77    |
| 1 000 meter Detaljer...  | Nikolaj Guljajev Sovjetunionen | 1:13,03 (OR)  | Uwe-Jens Mey Östtyskland     | 1:13,11  | Ihar Zjaljazoŭski Sovjetunionen | 1:13,19  |
| 1 500 meter Detaljer...  | André Hoffmann Östtyskland     | 1:52,06 (VR)  | Eric Flaim USA               | 1:52,12  | Michael Hadschieff Österrike    | 1:52,31  |
| 5 000 meter Detaljer...  | Tomas Gustafson Sverige        | 6:44,63 (OR)  | Leo Visser Nederländerna     | 6:44,98  | Gerard Kemkers Nederländerna    | 6:45,92  |
| 10 000 meter Detaljer... | Tomas Gustafson Sverige        | 13:48,20 (VR) | Michael Hadschieff Österrike | 13:56,11 | Leo Visser Nederländerna        | 14:00,55 |

### Damer
| Gren                    | Guld                             | Guld         | Silver                           | Silver  | Brons                             | Brons   |
| 500 meter Detaljer...   | Bonnie Blair USA                 | 39,10 (VR)   | Christa Rothenburger Östtyskland | 39,12   | Karin Enke Östtyskland            | 39,24   |
| 1 000 meter Detaljer... | Christa Rothenburger Östtyskland | 1:17,65 (VR) | Karin Enke Östtyskland           | 1:17,70 | Bonnie Blair USA                  | 1:18,31 |
| 1 500 meter Detaljer... | Yvonne van Gennip Nederländerna  | 2:00,68 (OR) | Karin Enke Östtyskland           | 2:00,82 | Andrea Ehrig Östtyskland          | 2:01,49 |
| 3 000 meter Detaljer... | Yvonne van Gennip Nederländerna  | 4:11,94 (VR) | Andrea Ehrig Östtyskland         | 4:12,09 | Gabi Zange-Schönbrunn Östtyskland | 4:16,92 |
| 5 000 meter Detaljer... | Yvonne van Gennip Nederländerna  | 7:14,13 (VR) | Andrea Ehrig Östtyskland         | 7:17,12 | Gabi Zange Östtyskland            | 7:21,61 |